# Safia (banda)
SAFIA es una banda australiana electrónica e indie pop formada en Canberra. Se conocieron en Radford College. Ganaron la competición del Groovin' the Moo en 2012 y se presentaron con Peking Duk con el sencillo, "Take Me Over".
La banda dice que el nombre proviene de una canción que ellos escribieron llamada "Sapphire", pero no significa nada. Desde entonces, la banda descubrió que safia significa serenidad en árabe ( safic).
Cuando se trata de las influencias de la banda, dicen tener una amplia gama de estilos y géneros, pero incluyen artistas como Purity Ring, Major Lazer, Feed Me, Chet Faker, Disclosure y James Blake.
La banda también ha abierto para Twenty One Pilots durante su gira Emotional Roadshow Tour Pacific Leg 2017, que comenzó en Wellington, Nueva Zelanda.
El 30 de junio de 2016, la banda anunció el título de su álbum debut, Internal, que se lanzó el 9 de septiembre de 2016 y alcanzó el número 2 en ARIA Charts.
El 13 de octubre de 2017, Safia lanzó "Cellophane Rainbow".

## Miembros de la banda
- Ben Woolner – voz/productor
- Michael Bell – batería/productor
- Harry Sayers – guitarras/sintetizadores/productor[3]

## Discografía

### Álbumes de estudio
| Título   | Detalles del álbum | Posiciones máximas en gráficas |
| Título   | Detalles del álbum | AUS                            |
| -------- | --- | ------------------------------ |
| Internal | - Fecha de lanzamiento: 9 de septiembre de 2016 - Discográfica: Parlophone, Warner Music Australia - Formatos: CD, descarga digital, vinilo | 2                              |

### Sencillos

#### Como artista principal
| "Listen to Soul, Listen to Blues"                                          | 2013 | 99 | 8 |  | —        |
| "Paranoia, Ghosts & Other Sounds"                                          | 2014 | —  | — |  |          |
| "You Are the One"                                                          | 2014 | —  | 9 |  |          |
| "Counting Sheep"                                                           | 2015 | 55 | 5 |  |          |
| "Embracing Me"                                                             | 2015 | 69 | — |  | Internal |
| "Make Them Wheels Roll"                                                    | 2016 | 45 | — |  | Internal |
| "Over You"                                                                 | 2016 | 63 | — |  | Internal |
| "My Love Is Gone"                                                          | 2016 | —  | — |  | Internal |
| "Cellophane Rainbow"                                                       | 2017 | —  | — |  | —        |
| "—" denota una canción que no se grabó o que no se lanzó en ese territorio |      |    |   |  |          |

- En 2015, Safia firmó con Parlophone. From "Embracing Me", sus canciones no son elegibles para posicionarse en Australian Indie.

#### Como artista invitado
| Título                                                   | Año  | Posiciones máximas en gráficas | Posiciones máximas en gráficas | Certificaciones     | Álbum |
| Título                                                   | Año  | AUS                            | NZ                             | Certificaciones     | Álbum |
| -------------------------------------------------------- | ---- | ------------------------------ | ------------------------------ | ------------------- | ----- |
| "Take Me Over" (Peking Duk feat. SAFIA)                  | 2014 | 6                              | 32                             | - ARIA: 2× Platinum | TBA   |
| "—" denotes an album that did not chart in that country. |      |                                |                                |                     |       |

### Otras apariciones
| Título                                               | Año  | Álbum          |
| ---------------------------------------------------- | ---- | -------------- |
| "Take it to Reality" (Alison Wonderland feat. SAFIA) | 2015 | Run            |
| "Left Hand Free"                                     | 2015 | Like a Version |

### Videos musicales
| Título                                               | Año  | Director                        |
| ---------------------------------------------------- | ---- | ------------------------------- |
| "Listen to Soul, Listen to Blues"                    | 2013 | Jimmy Ennett                    |
| "Paranoia, Ghosts & Other Sounds"                    | 2014 | Jimmy Ennett & Jaeger Vallejera |
| "You Are the One"                                    | 2014 | Jimmy Ennett                    |
| "Take Me Over" (Peking Duk feat. SAFIA)              | 2014 | Jeff Johnson & Max Miller       |
| "Counting Sheep"                                     | 2015 | Jimmy Ennett                    |
| "Embracing Me"                                       | 2015 | Jimmy Ennett                    |
| "Take it to Reality" (Alison Wonderland feat. SAFIA) | 2015 |                                 |
| "Make Them Wheels Roll"                              | 2016 | Jimmy Ennett                    |
| "Zion"                                               | 2016 | SAFIA                           |
| "Over You"                                           | 2016 | Markus Hofko                    |
| "My Love Is Gone"                                    | 2016 |                                 |
| "Cellophane Rainbow"                                 | 2017 | Jaeger Vallejera                |

## Premios y nominaciones

### AIR Awards
Desde 2006, Australian Independent Record Labels Association (AIR) ha presentado sus AIR Awards anuales.
| Año  | Categoría                         | Trabajo                                            | Resultado |
| ---- | --------------------------------- | -------------------------------------------------- | --------- |
| 2014 | "Paranoia, Ghosts & Other Sounds" | BEST INDEPENDENT DANCE, ELECTRONICA OR CLUB SINGLE | Nom       |

### ARIA Music Awards
Desde 1987, ARIA Music Awards ha presentado sus premios anuales.
| Año  | Categoría          | Trabajo                                 | Resultado |
| ---- | ------------------ | --------------------------------------- | --------- |
| 2015 | Best Dance Release | "Take Me Over" (Peking Duk feat. Safia) | Nom       |

### APRA Awards
Desde 1982, APRA Awards son administrados por Australian Performing Right Association para reconocer las habilidades de composición, ventas y desempeño de sus miembros anualmente.
| Año  | Categoría                   | Trabajo                                 | Resultado |
| ---- | --------------------------- | --------------------------------------- | --------- |
| 2016 | Most played Australian Work | "Take Me Over" (Peking Duk feat. Safia) | Ganadores |
| 2016 | Dance work of the Year      | "Take Me Over" (Peking Duk feat. Safia) |           |